# Ich tu dir weh
Ich tu dir weh（德译：我伤害了你）是Rammstein的一首单曲。由于这首歌涉及性虐恋内容，防止对未成年人有害信息的联邦部门禁售这张单曲。2010年5月，未经审查的单曲在德国发布。

## MV
歌曲的首个宣传视频于2009年12月21日在成人网站visit-X上公布。
MV展示了乐队成员演奏该歌曲，Till Lindemann和Oliver Riedel带着美瞳（Till红色，Riedel绿色）。Till歌唱时嘴里发出白光，电线贯穿他的脸颊，他的嘴里装了一盏灯。Till想要正宗的效果，所以将脸颊划破是为了这种效果。每当音乐的高潮部分，Flake周围的设施会放电，到最后爆炸。